# Ahrens Building
Ahrens Building est un bâtiment néo-roman construit en 1895 sur sept étages dans le quartier Civic Center de Manhattan, à New York. La conception du bâtiment, réalisée par l'architecte George Henry Griebel, allie la brique polychrome, la terre cuite et le métal sur une base en calcaire. Le bâtiment a été désigné monument de New York en 1992 . 

## Voir également
- Liste des monuments désignés de New York à Manhattan en dessous de la 14e rue